# 1884年人民代表法令
《1884年人民代表法令》（Representation of the People Act 1884），通稱為“第三部改革法令”，是英國歷史上的選舉改革法令，在1884年擴大了下議院選民基礎。議案令下議院加入了農民的勢力。是英國議會史一次重大改革。

## 背景
在《1867年改革法令》後，保守黨政府原希望以此取得民眾支持，但1868年的議會選舉上保守黨卻被自由黨擊敗，由威廉·尤爾特·格萊斯頓出任首相，他通過了《1872年投票法令》由秘密投票法取代公開投票法，令選民可以保持其投票意向的私隱，免受他人所影響，而能遵照其本身的意向。開啟了格萊斯頓首相在1884年進一步將議會開放予鄉郊農民的改革措施。

## 內容及影響
格萊斯頓劃一了郡區和市鎮的選民資格，在郡鄉中，年付10鎊以上租金的租戶，所有擁有自資物業者皆取得投票權。大約200萬農民取得選舉權，總選民數增加40%，令以後約75%的年滿21歲的男子皆有選舉權，翌年，議會通過《1885年議席分配法令》，重新劃分選區，令下議院每一議席大致代表5萬人。令議會日趨公平。不過，21歲以上全體成男及30歲以上女性普選要在《1918年人民代表法令》中才行實現。